# Balinesenkatze

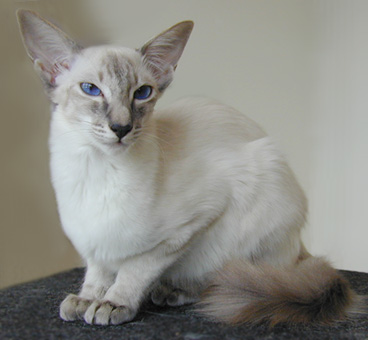
Balinese blue-tabby-point

Die Balinesenkatze ist eine Rasse der Hauskatzen, die durch ihr langes Haar gekennzeichnet ist und nach denselben Farb- und Musterungsvarianten wie Siamkatzen unterschieden wird. Balinesen stammen von Siamkatzen ab, unterscheiden sich aber durch ihr mittellanges Haar und einen buschigen Schwanz.

## Geschichte
Der Ursprung der Balinesenkatzen liegt nicht in Bali oder anderen Teilen Indonesiens. Die Rasse ist keine natürlich entstandene Katzenrasse, sondern durch intensive Zucht entstanden. Als Kreuzung zwischen langhaarigen Siamkatzen und Angorakatzen wurden die ersten Exemplare in den frühen 1920er Jahren noch als „Langhaar-Siamkatzen“ registriert. Weil langhaarige Exemplare die rassetypischen Merkmale der Siamkatze verfälschten, wurden sie lange Zeit nicht weiter zur Zucht verwendet, sondern als Hauskatzen verkauft oder getötet. Erst als die beiden US-amerikanischen Züchter Marion Dorsey aus Kalifornien und Helen Smith aus New York in den 1950er begannen Balinesenkatzen gewinnorientiert zu züchten, änderte sich die öffentliche Akzeptanz.
Die Namensgebung geht auf Smiths subjektives Empfinden zurück, die Katzen würden mit ihrer geschmeidigen Gangart und Schönheit an balinesische Tempeltänzerinnen erinnern. Langhaar-Siamkatze sei ein zu sperriger Name für so anmutige Tiere. Seit der neuen Namensgebung stieg die Popularität der Rasse, so dass immer mehr  Züchter begannen, Balinesen zu „perfektionieren“. Heute gibt es zwei Arten von Balinesen: Traditionelle und moderne Balinesen.

## Aussehen
Die Balinesenkatze ist eine sehr schlanke, muskulöse Langhaarkatze von mittlerer Größe. Katzen wiegen 3 bis 4 kg, Kater 4 bis 5 kg. Typische Merkmale der Balinesenkatze sind die durchweg blaue Augenfarbe, ein langer, buschiger Schwanz und die Pointierung des Fells an außenliegenden Extremitäten wie Kopf und Ohren, Schwanz, Pfoten und, bei Katern, dem Hodensack.

## Charakter
Balinesenkatzen sind oft sehr gesprächige und verspielte Katzen. Gleichzeitig sind sie sehr verschmust, sensibel und ebenso menschenbezogen wie die verwandte Rasse der Siamkatzen. Werden sie nicht genug beachtet, so melden sie sich mit lauter Stimme. Denn die Balinesenkatze ist sowohl eigensinnig als auch charakterstark.

## Farbschläge

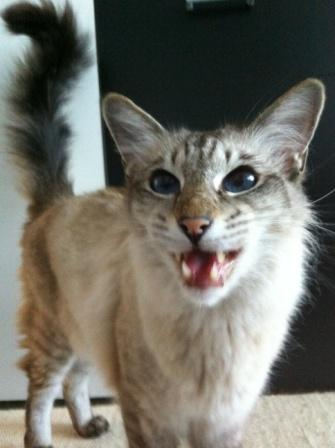
Balinesenkater

Vom europäischen Katzenverband FIFé zugelassene Farben:
- seal-point (= schwarze Abzeichen)
- blue-point (= dunkelgraue Abzeichen)
- chocolate-point (= braune Abzeichen)
- lilac-point (= hellgraue Abzeichen)
- red-point (= rote Abzeichen)
- creme-point (= cremefarbene Abzeichen)
- fawn-point (= grau-beige Abzeichen)
- cinnamon-point (= zimtfarbene Abzeichen)
- foreign white (= weiße Katze ohne Abzeichen).

All diese Farben (außer foreign white) sind auch als tabby-points (d. h. mit gestreiften Abzeichen) zugelassen. Kreuzt man ein rotes oder creme-farbenes Tier mit einer anderen Farbe (außer Weiß), ergeben sich zudem sogenannte tortie-points, ebenso sind tortie-tabby-points als Abzeichen möglich.
Im amerikanischen Katzenverband CFA sind nur folgende Farben erlaubt:
- seal-point
- chocolate-point
- blue-point
- lilac-point.

Alle anderen Farben gehören zur Rasse der Javanesen, einschließlich aller Tortie- und Tabby-Farbvarianten. Dies führt immer wieder zu Verwirrungen, weil in Europa früher die orientalische Langhaarkatze teilweise ebenfalls als Javanese bezeichnet wurde. Tabby-points werden zudem in der CFA als lynx-points bezeichnet.
Die Fellzeichnung wird bei den Jungtieren erst nach einigen Wochen sichtbar.
Verpaart man einen Balinesen mit einer Siamkatze entstehen sogenannte Siam-Variantkatzen. Diese Tiere sind kurzhaarige Siamkatzen, die jedoch das Langhaargen tragen. Sie können somit zur weiteren Zucht von Balinesen eingesetzt werden. Die Zucht mit Varianten wird häufig durchgeführt, um den Typ des Balinesen dem modernen Siamesen immer stärker anzugleichen.

## Intelligenz
Von allen Langhaarkatzen wird Balinesenkatzen die höchste Intelligenz nachgewiesen. Sie erreichen auf der Cat Intelligence Scale einen Wert von 9-10.